# Регетовка
Регетовка (слч. Regetovka) насељено је мјесто са административним статусом сеоске општине (слч. obec) у округу Бардјејов, у Прешовском крају, Словачка Република.

## Становништво
| Година:    | 1994. | 2004.    | 2014.    | 2024.    |
| ---------- | ----- | -------- | -------- | -------- |
| Број људи: | 22    | 18       | 30       | 52       |
| Разлика:   |       | -18,18 % | +66,66 % | +73,33 % |

| Година:    | 2023. | 2024.   |
| ---------- | ----- | ------- |
| Број људи: | 53    | 52      |
| Разлика:   |       | -1,88 % |

Према подацима о броју становника из 2024. године насеље је имало 52 становника.